# Sveti Grgur
Pour les articles homonymes, voir Grgur.
Sveti Grgur (en français Saint Grégoire) est une ile inhabitée en Croatie, sur la Mer Adriatique entre Rab et Krk. Entre 1948 et 1988, sur cette île existèrent deux camps de concentration pour femmes du régime de Tito.